# NGC 3215
NGC 3215 est une galaxie spirale barrée relativement éloignée et située dans la constellation du Dragon. NGC 3215 a été découverte par l'astronome germano-britannique William Herschel en 1802.

## Description
Sa vitesse par rapport au fond diffus cosmologique est de 9 488 ± 46 km/s, ce qui correspond à une distance de Hubble de 139,9 ± 9,8 Mpc (∼456 millions d'al).
NGC 3215 en compagnie de NGC 3212 figurent dans l'atlas des galaxies particulières de Halton Arp sous la cote Arp 181,. Ces deux galaxies sont à peu près à la même distance de la Voie lactée et si l'on tient compte de l'image du relevé SDSS, elles semblent en interaction gravitationnelle.